# Mevik
Mevik este o localitate din comuna Gildeskål, provincia Nordland, Norvegia, cu o populație de 80 locuitori (2013).